# Billie Ray Martin
Billie Ray Martin (* 1970 in Hamburg als Birgit Dieckmann) ist eine deutsche Soul-Sängerin.

## Karriere
Die Sängerin wuchs in Hamburg auf und lebte danach in Berlin und in London. Musikalisch wurde sie durch Soul und Industrial geprägt. Mitte der 80er-Jahre machte sie mit ihrer Soul-Formation Billie and the Deep in der Berliner Clubszene erstmals auf sich aufmerksam. Ab 1987 wurde sie in England bekannt, zuerst als Gast von S’Express, danach als Leadsängerin der Techno-Gruppe Electribe 101. Mit Electribe 101 gelangen der Sängerin auch kleinere Hits in den USA, darunter Talking with Myself.
Schließlich begann Billie Ray Martin eine Solokarriere, stets zwischen Soul, Pop und elektronischer Musik. Nach mehreren EPs erschien 1995 ihr erstes Album Deadline for My Memories. Die Single Your Loving Arms war ein großer internationaler Erfolg und erreichte unter anderem die Spitze der amerikanischen Clubcharts. Auch die Nachfolger Running Around Town und Imitation of Life waren erfolgreich. 1999 meldete sie sich mit der EP Crimes & Punishment zurück. Seit Anfang der 2000er-Jahre veröffentlichte die Sängerin noch eine Reihe weiterer Alben in Eigenproduktion; 2003 und 2007 gelangen ihr mit Honey ’03 bzw. Undisco Me noch einmal zwei Dance-Hits.

## Diskografie (Auswahl)
Alben

| Jahr | Titel                    | Höchstplatzierung, Gesamtwochen, AuszeichnungChartplatzierungen (Jahr, Titel, Platzierungen, Wochen, Auszeichnungen, Anmerkungen) | Höchstplatzierung, Gesamtwochen, AuszeichnungChartplatzierungen (Jahr, Titel, Platzierungen, Wochen, Auszeichnungen, Anmerkungen) | Höchstplatzierung, Gesamtwochen, AuszeichnungChartplatzierungen (Jahr, Titel, Platzierungen, Wochen, Auszeichnungen, Anmerkungen) | Höchstplatzierung, Gesamtwochen, AuszeichnungChartplatzierungen (Jahr, Titel, Platzierungen, Wochen, Auszeichnungen, Anmerkungen) | Anmerkungen |
| Jahr | Titel                    | AT | UK | US | Dance | Anmerkungen |
| ---- | ------------------------ | --- | --- | --- | --- | ----------- |
| 1996 | Deadline for My Memories | — | UK46 (2 Wo.)UK | — | — | Warner      |

grau schraffiert: keine Chartdaten aus diesem Jahr verfügbar
Singles

| Jahr | Titel Album                                          | Höchstplatzierung, Gesamtwochen, AuszeichnungChartplatzierungen (Jahr, Titel, Album, Platzierungen, Wochen, Auszeichnungen, Anmerkungen) | Höchstplatzierung, Gesamtwochen, AuszeichnungChartplatzierungen (Jahr, Titel, Album, Platzierungen, Wochen, Auszeichnungen, Anmerkungen) | Höchstplatzierung, Gesamtwochen, AuszeichnungChartplatzierungen (Jahr, Titel, Album, Platzierungen, Wochen, Auszeichnungen, Anmerkungen) | Höchstplatzierung, Gesamtwochen, AuszeichnungChartplatzierungen (Jahr, Titel, Album, Platzierungen, Wochen, Auszeichnungen, Anmerkungen) | Anmerkungen            |
| Jahr | Titel Album                                          | AT | UK | US | Dance | Anmerkungen            |
| ---- | ---------------------------------------------------- | --- | --- | --- | --- | ---------------------- |
| 1994 | Your Loving Arms Deadline for My Memories            | — | UK38 (5 Wo.)UK | US87 (10 Wo.)US | — |                        |
| 1995 | Your Loving Arms Deadline for My Memories            | AT23 (8 Wo.)AT | UK6 (10 Wo.)UK | US46 (13 Wo.)US | Dance1 (12 Wo.)Dance | Wiederveröffentlichung |
| 1995 | Running Around Town Deadline for My Memories         | — | UK29 (2 Wo.)UK | — | Dance3 (13 Wo.)Dance |                        |
| 1996 | Imitation of Life Deadline for My Memories           | — | UK29 (3 Wo.)UK | — | Dance15 (10 Wo.)Dance |                        |
| 1996 | Space Oasis Deadline for My Memories                 | — | UK66 (1 Wo.)UK | — | — |                        |
| 1996 | You And I (Keep Holding On) Deadline for My Memories | — | UK76 (1 Wo.)UK | — | — |                        |
| 1999 | Honey                                                | — | UK54 (2 Wo.)UK | — | — |                        |
| 2003 | Honey ’03                                            | — | — | — | Dance3 (15 Wo.)Dance |                        |
| 2007 | Undisco Me                                           | — | — | — | Dance20 (15 Wo.)Dance |                        |